# 夸莱德罗
夸莱德罗，是西班牙加利西亚自治区奥伦塞省的一个市镇。总面积118平方公里，总人口2391人（2001年），人口密度20人/平方公里。